# Norma Blum
Pour les articles homonymes, voir Blum.
Norma de Lacerda Blum, née le 11 octobre 1939 à Rio de Janeiro, est une actrice, présentatrice et écrivaine brésilienne.
À l'âge de douze ans, Norma Blum rejoint TV Tupi, enseignant l'anglais en tant qu'assistante de son père, le professeur Robert Blum. En 1954, elle rejoint l'ensemble des acteurs de TV Tupi, ayant participé à la plupart des programmes de l'époque, comme le Théâtre Comédie, dirigé par Mauricio Sherman, le Théâtre Grande Tupi, dirigé par Sérgio Britto et Fernando Torres et Teatrinho Trol par Fábio Sabag.
En 1964, elle a été invitée à participer au premier casting de Rede Globo. Dans son premier travail sur la station, elle a participé au programme Romance na Tarde, où elle a présenté des films et réalisé des interviews avec des acteurs et des chanteurs.
En décembre 2010, elle a reçu l'Ordre d'Ipiranga du Gouvernement de l'État de São Paulo.

## Filmographie sélectionnée

### Télévision
- 1969 - A Última Valsa : Clara de Olemberg
- 1975 - Senhora : Aurélia Camargo
- 1976 - Vejo a Lua no Céu : Suzana
- 1976 - Isaura : Malvina Fontoura
- 1980 - Marina : Sônia
- 1981 - Virgínia : Frau Herta
- 1986 - Mademoiselle : Nina Teixeira
- 1992 - Anos Rebeldes : Valquíria Galvão
- 2001 - Pícara Sonhadora : Leonor Lucchini
- 2003 - Celebridade : Hercília Prudente da Costa
- 2004 - Isaura : Gertrudes Almeida
- 2011 - Passions mortelles : Olga Brandão
- 2013 - Joia Rara : Mama Francesca Baldo

### Cinéma
- 1986 : Vera de Sergio Toledo